# کتابخانه اوودی
کتابخانه مرکزی هلسینکی اوودی یا کتابخانه اوودی (انگلیسی: Helsinki Central Library Oodi)، (فنلاندی: Helsingin keskustakirjasto Oodi؛ سوئدی: Helsingfors centrumbibliotek Ode)، که معمولاً به آن اوودی گفته می‌شود، یک کتابخانه عمومی در هلسینکی، فنلاند است که در ۵ دسامبر ۲۰۱۸ افتتاح شد.
این بنا در منطقه تولون‌لاهتی در کنار مرکز موسیقی هلسینکی و موزه هنرهای معاصر کیاسما واقع شده‌است. این کتابخانه علی‌رغم نام خود، کتابخانه اصلی هلسینکی نیست. کتابخانه اصلی هلسینکی در پاسیلا واقع شده‌است.

میدان کانسالایستوری در تابستان روبروی کتابخانه اوودی، خانه سانوما و کیاسما در سمت راست

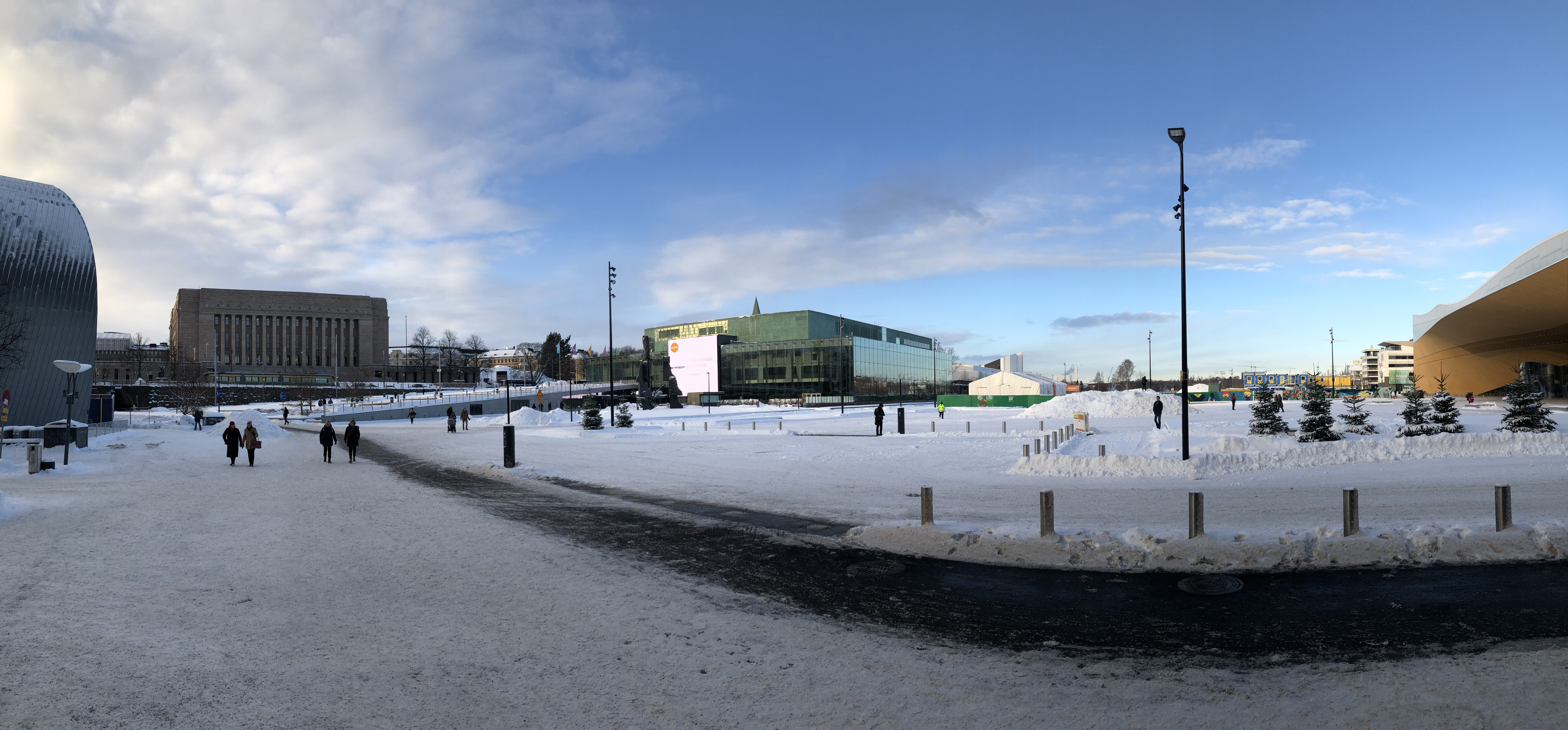
میدان کانسالایستوری در زمستان، ساختمان مجلس و مرکز موسیقی هلسینکی در سمت چپ

## نگارخانه

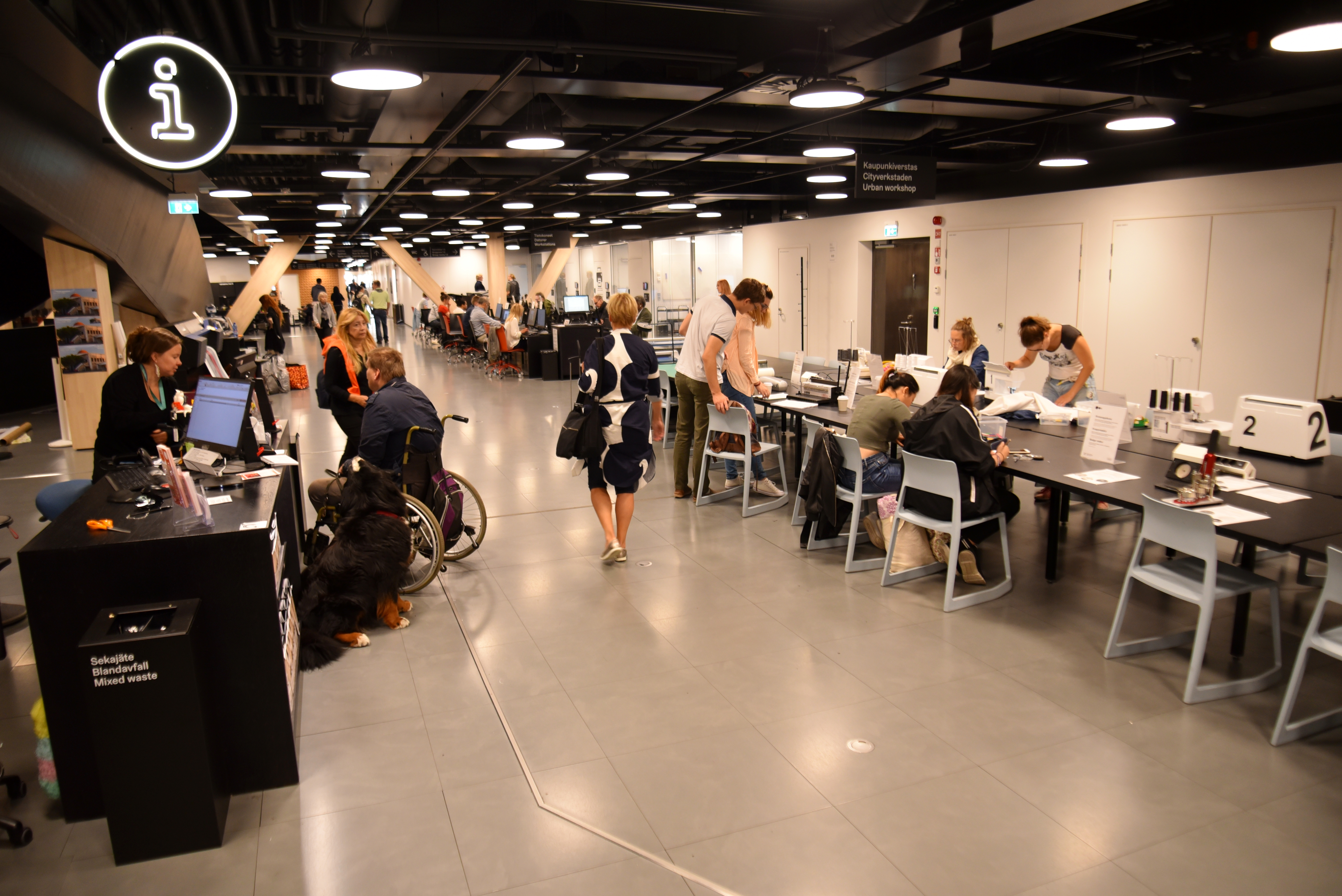
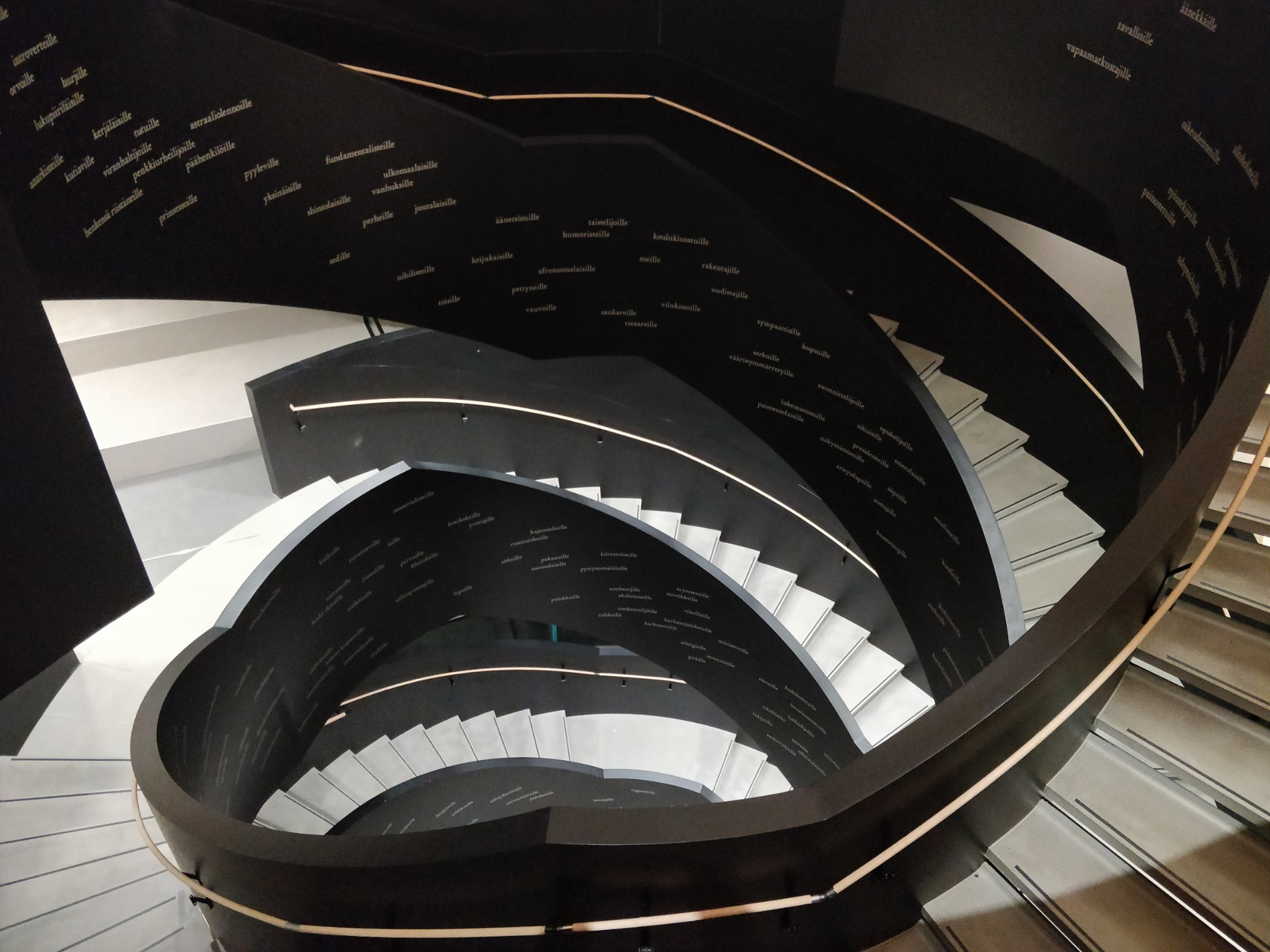
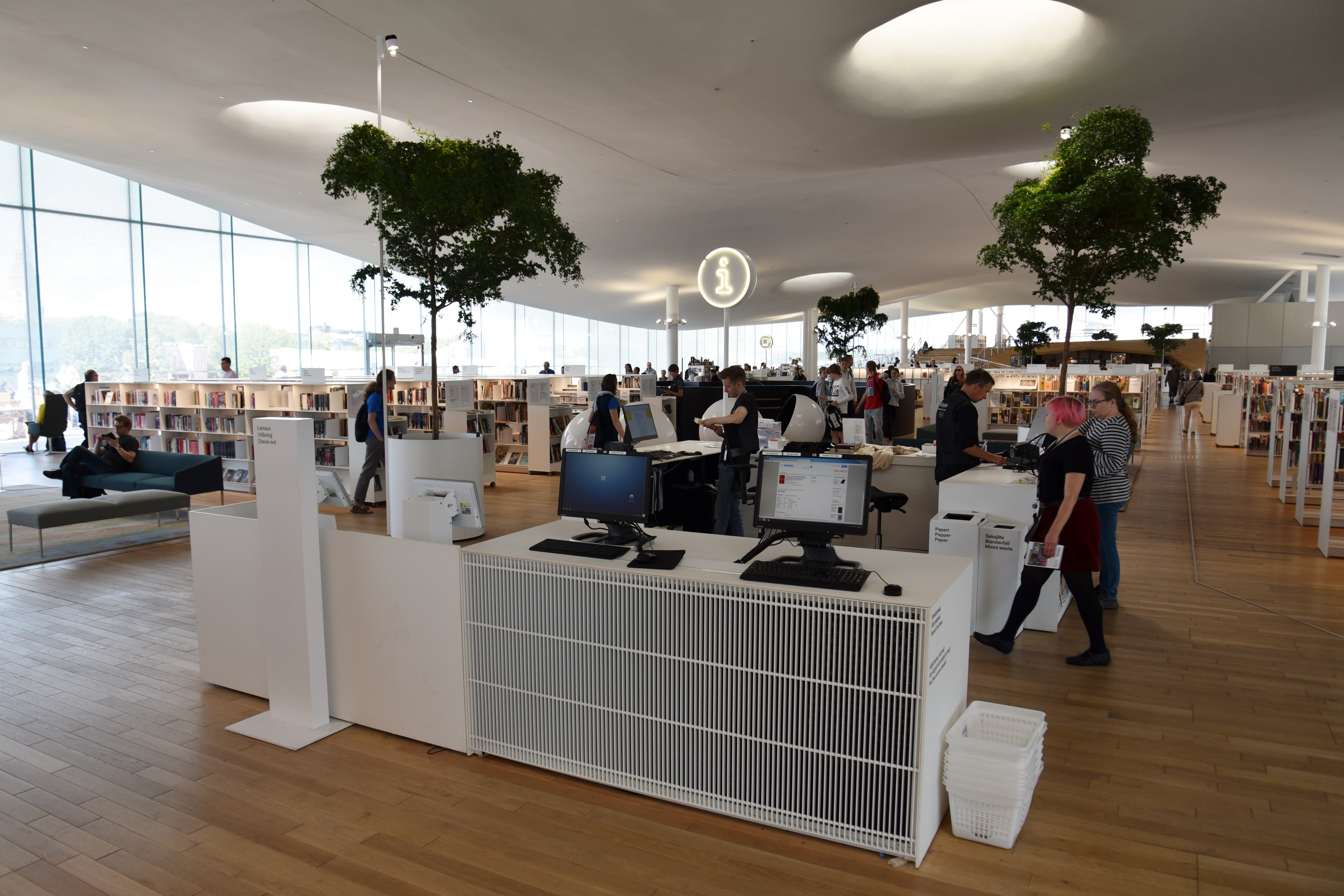
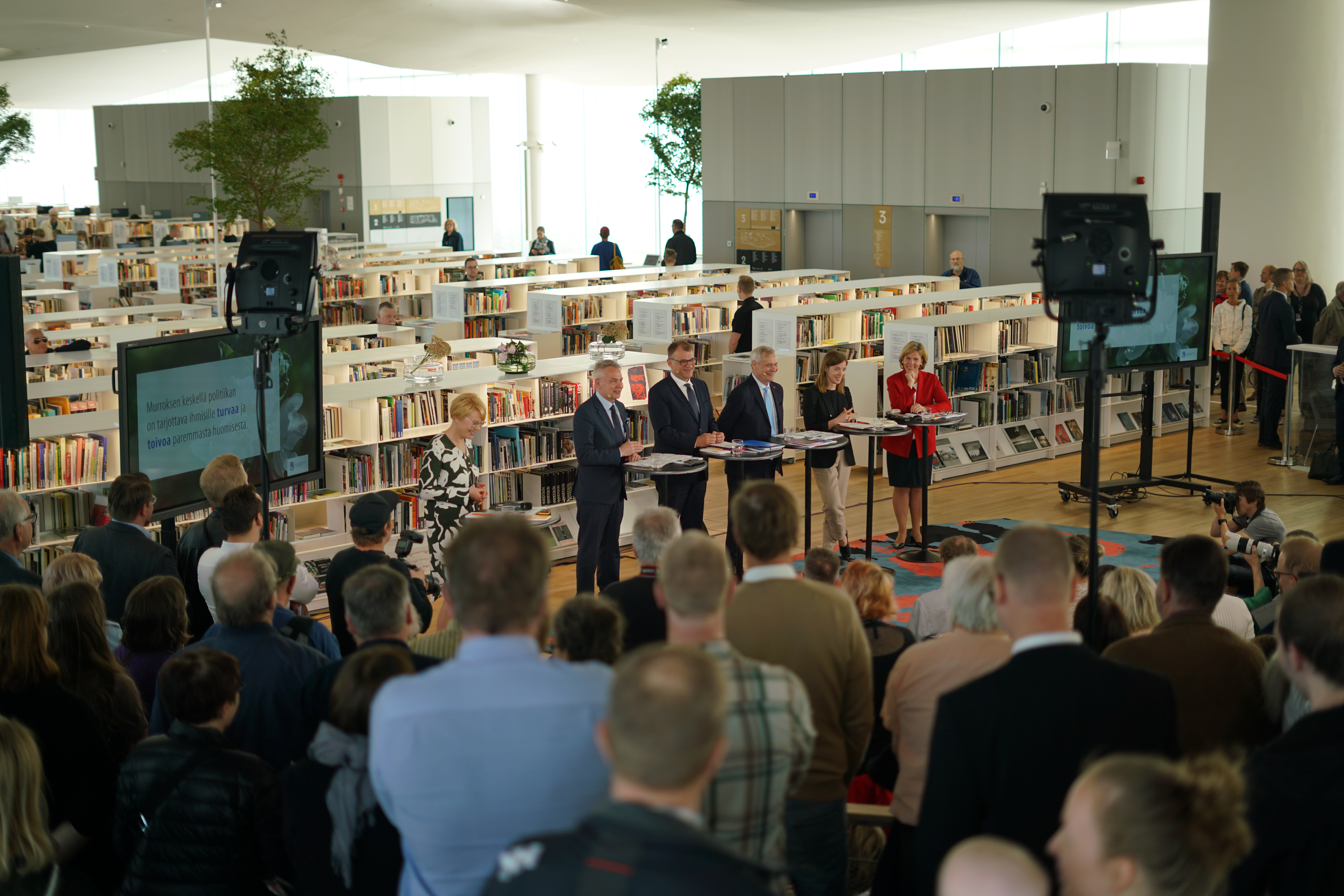